# Lente (Brusselmans)
Lente is een werk van Jean Brusselmans (Brussel 1883 – Dilbeek 1953) uit 1935. Het vierkante olieverf op doek meet 151 × 151 cm en behoort tot de collectie van het Koninklijk Museum voor Schone Kunsten Antwerpen (KMSKA). Het werd in bruikleen gegeven aan het Museum voor Schone Kunsten Gent.

## Context
Brusselmans woonde zijn hele leven in een bescheiden huisje te Koudenaerde, een Brabants gehucht. Vanwege de vele koude dagen en grote armoede die er heerste, doopte de kunstenaar het al snel om tot Kouden Haard.

## Beschrijving
Het raam van Brusselmans’ atelier zag uit op dit landschap. Hij schilderde meermaals de rijhuizen met kleine akkers en bossen in de verte. Links beeldde hij een groot bos af, rechts een ware mozaïek van kleinere bomen en struiken Hij schilderde het landschap zowel in de zomer en lente als herfst en winter. Dit werk toont een rustige, maar bewolkte lentedag. Leen de Jong, verbonden aan het KMSKA, omschreef dit lentegezicht als “fris en overgoten met een sensuele waaier aan groentinten onder een betoverende wolkenlucht”.
Centraal in het werk schilderde Brusselmans een groot, effen kleurvlak. Deze zijmuur van het huis contrasteert sterk met een mozaïek van kleuren en vormen waarin het zich bevindt. In Lente paste de schilder verschillende technieken toe: kleur op kleur, heftige borstelvegen, impasto, ruw in dikke verf curven, trekken of schrapen en de verf uitstrijken met een paletmes. Brusselmans’ voorzag de verschillende onderdelen van zijn werk van harde contouren en herleidde zijn realiteit tot ordelijke bijna geometrische patronen. Leen de Jong voegde nog toe dat hij “de elementen eerder op[stapelde] dan dat hij ruimte of diepte schiep”. Het zijn allemaal aspecten die zijn werk origineel maken.

## Provenance
1956 was het jaar dat het KMSKA tachtig werken (waaronder Lente) uit de collectie van Gustave Van Geluwe (1881-1962) tentoonstelde in het museum. Samen met Bertie Urvater, Fernand Graindorge, Tony Herbert (deze bezat vijftig werken van Brusselmans), Philipe Dotremont en Edouard Leon Theodore Mesens was deze een van de grootste Belgische verzamelaars van zowel nationale als internationale kunst. “Le tailleur-collectionneur”, zoals Van Geluwe genoemd werd, stond bekend als een eclectisch verzamelaar met uitgesproken liefde voor de Vlaamse expressionisten. Na zijn overlijden in 1962 verkochten de erfgenamen van Van Geluwe een groot deel van zijn verzameling. Het KMSKA was een van de kopers. Het kocht in 1963 achttien werken: vijf werken van Constant Permeke, één werk van Edgard Tytgat, twee werken elk van Hippolyte Daeye, Gustave de Smet en Frits Van den Berghe en ten slotte drie werken elk van James Ensor en Jean Brusselmans. Meer specifiek kocht het van die laatste kunstenaar deze Lente, Pajottenland en Noordzee.